# ناووآ
ناووآ (به لاتین: Navua) یک منطقهٔ مسکونی در فیجی است که در استان مرکزی واقع شده‌است.